# Portland (Misuri)

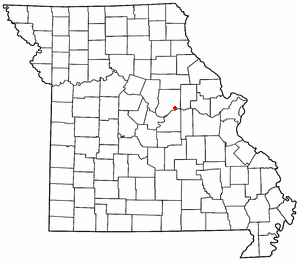
Mapa de Portland (Misuri).

Portland es una comunidad no incorporada en el condado de Callaway, Misuri, Estados Unidos. Es parte del Área Estadística Metropolitana de Jefferson City, Misuri. Está ubicado a 38°42′37″N 91°43′02″W (38.710161, -91.717166) en la ruta 94, a unas veinte millas al noreste de Jefferson City.

## Historia
El pueblo fue construido en 1831. Su ubicación en el río Misuri lo convirtió en un popular punto de embarque para las granjas y plantaciones del condado de Callaway. El nombre Portland proviene de esa actividad.